# Satyrus septentrionalis
Satyrus septentrionalis är en fjärilsart som beskrevs av Wnukowsky 1929. Satyrus septentrionalis ingår i släktet Satyrus och familjen praktfjärilar. Inga underarter finns listade.